# A Single Man Tour
Die A Single Man Tour war eine Tournee durch Europa, die der britische Musiker und Komponist Elton John zur Verkaufsförderung seines zwölften Studioalbums A Single Man unternahm. Im Verlauf der Tournee trat John in 60 Konzerten in Belgien, Dänemark, Deutschland, Frankreich, Irland, Niederlande, Schweden, Schweiz, Spanien und dem Vereinigten Königreich auf.

## Tournee
1977 hatte John noch verkündet, nicht mehr auf Konzerttour gehen zu wollen. Im gleichen Jahr gab es allerdings einige Auftritte mit dem Percussion-Spieler Ray Cooper, die der Beginn einer neuen Form der Show für John sein sollten. Im Mittelpunkt standen keine riesigen Konzerthallen mehr, wo er in extravaganten Kostüme mit ausgefallenen Brillen vor zig tausenden von Fans auftrat. Stattdessen sollten es vergleichsweise kleine Bühnen sein, mit Platz für nur wenige tausend Personen.
Auch der Ablauf des Auftritts verlief in ganz anderen Bahnen. Die erste Stunde spielte John alleine seine Lieder am Klavier, wozu auch der Tournee-Name A Single Man sehr gut passte. Nach einer Stunde kam Ray Cooper zu ihm auf die Bühne und ergänzte Johns Klavierspiel und Gesang mit einer Vielfalt an Schlaginstrumenten.
Noch im Dezember 1978 mäkelte John, dass eine Tournee durch Europa für ihn eigentlich zu langweilig sei, er würde gerne in Russland auftreten. Mitorganisator der Tournee war Harvey Goldsmith, der sich daraufhin darum kümmert, die Möglichkeiten von Konzerten in der Sowjetunion auszuloten. Bei Johns Auftritt während der Tour in Oxford sah Vladimir Kokonin sich diesen an, er war ein Vertreter des sowjetischen Ministeriums für Kultur. Die sowjetischen Verantwortlichen wollten sicherstellen, dass westliche Künstler zur offiziellen Linie der Partei passten. Johns A Single Man Tour fügte sich in diese Vorstellung ein und war damit letztlich die Vorbereitung für seine Auftritte in der Sowjetunion später im Jahr 1979.

## Tourneetermine
| Datum            | Stadt       | Land                   | Veranstaltungsort                 |
| Europa           | Europa      | Europa                 | Europa                            |
| ---------------- | ----------- | ---------------------- | --------------------------------- |
| 5. Februar 1979  | Stockholm   | Schweden               | Konserthuset                      |
| 6. Februar 1979  | Stockholm   | Schweden               | Konserthuset                      |
| 7. Februar 1979  | Kopenhagen  | Danemark               | Tivoli                            |
| 8. Februar 1979  | Kopenhagen  | Danemark               | Tivoli                            |
| 10. Februar 1979 | Hamburg     | Deutschland            | Laeiszhalle                       |
| 11. Februar 1979 | Den Haag    | Niederlande            | World Forum (Den Haag)            |
| 12. Februar 1979 | Rotterdam   | Niederlande            | De Doelen                         |
| 14. Februar 1979 | Amsterdam   | Niederlande            | Concertgebouw (Amsterdam)         |
| 15. Februar 1979 | Mannheim    | Deutschland            | Mozartsaal                        |
| 16. Februar 1979 | München     | Deutschland            | Kongress-Saal im Deutschen Museum |
| 18. Februar 1979 | Berlin      | Deutschland            | Kongresshalle (Berlin)            |
| 19. Februar 1979 | Köln        | Deutschland            | Oper Köln                         |
| 20. Februar 1979 | Paris       | Frankreich             | Théâtre des Champs-Élysées        |
| 21. Februar 1979 | Paris       | Frankreich             | Théâtre des Champs-Élysées        |
| 22. Februar 1979 | Paris       | Frankreich             | Théâtre des Champs-Élysées        |
| 23. Februar 1979 | Paris       | Frankreich             | Théâtre des Champs-Élysées        |
| 24. Februar 1979 | Paris       | Frankreich             | Théâtre des Champs-Élysées        |
| 25. Februar 1979 | Paris       | Frankreich             | Théâtre des Champs-Élysées        |
| 26. Februar 1979 | Antwerpen   | Belgien                | Koningin Elisabethzaal            |
| 27. Februar 1979 | Antwerpen   | Belgien                | Koningin Elisabethzaal            |
| 1. März 1979     | Düsseldorf  | Deutschland            | Philipshalle                      |
| 2. März 1979     | Wiesbaden   | Deutschland            | Rhein-Main-Hallen                 |
| 3. März 1979     | Lausanne    | Schweiz                | Palais de Beaulieu                |
| 4. März 1979     | Lausanne    | Schweiz                | Palais de Beaulieu                |
| 6. März 1979     | Nizza       | Frankreich             | Théâtre de verdure de Nice        |
| 7. März 1979     | Nizza       | Frankreich             | Théâtre de verdure de Nice        |
| 9. März 1979     | Barcelona   | Spanien                | Pavello de Joventut de Badalona   |
| 10. März 1979    | Barcelona   | Spanien                | Pavello de Joventut de Badalona   |
| 11. März 1979    | Barcelona   | Spanien                | Pavello de Joventut de Badalona   |
| 11. März 1979    | Madrid      | Spanien                | Pabellon Real Madrid              |
| 17. März 1979    | Glasgow     | Vereinigtes Konigreich | The Apollo (Glasgow)              |
| 18. März 1979    | Glasgow     | Vereinigtes Konigreich | The Apollo (Glasgow)              |
| 19. März 1979    | Edinburgh   | Vereinigtes Konigreich | Odeon (Edinburgh)                 |
| 21. März 1979    | Newcastle   | Vereinigtes Konigreich | Newcastle City Hall               |
| 22. März 1979    | Newcastle   | Vereinigtes Konigreich | Newcastle City Hall               |
| 23. März 1979    | Preston     | Vereinigtes Konigreich | Preston Guild Hall                |
| 26. März 1979    | Belfast     | Vereinigtes Konigreich | Whitla Hall Belfast               |
| 27. März 1979    | Belfast     | Vereinigtes Konigreich | Whitla Hall Belfast               |
| 29. März 1979    | Dublin      | Irland                 | National Stadium                  |
| 30. März 1979    | Dublin      | Irland                 | National Stadium                  |
| 2. April 1979    | London      | Vereinigtes Konigreich | Theatre Royal Drury Lane          |
| 3. April 1979    | London      | Vereinigtes Konigreich | Theatre Royal Drury Lane          |
| 4. April 1979    | London      | Vereinigtes Konigreich | Theatre Royal Drury Lane          |
| 5. April 1979    | London      | Vereinigtes Konigreich | Theatre Royal Drury Lane          |
| 6. April 1979    | London      | Vereinigtes Konigreich | Theatre Royal Drury Lane          |
| 7. April 1979    | London      | Vereinigtes Konigreich | Theatre Royal Drury Lane          |
| 9. April 1979    | Brighton    | Vereinigtes Konigreich | Brighton Dome                     |
| 10. April 1979   | Brighton    | Vereinigtes Konigreich | Brighton Dome                     |
| 11. April 1979   | Southampton | Vereinigtes Konigreich | Gaumont Theatre                   |
| 12. April 1979   | Southampton | Vereinigtes Konigreich | Gaumont Theatre                   |
| 14. April 1979   | Bristol     | Vereinigtes Konigreich | Bristol Hippodrome                |
| 15. April 1979   | Bristol     | Vereinigtes Konigreich | Bristol Hippodrome                |
| 17. April 1979   | Oxford      | Vereinigtes Konigreich | New Theatre Oxford                |
| 18. April 1979   | Coventry    | Vereinigtes Konigreich | Coventry Theatre                  |
| 19. April 1979   | Derby       | Vereinigtes Konigreich | Assembly Rooms                    |
| 21. April 1979   | Birmingham  | Vereinigtes Konigreich | Birmingham Hippodrome             |
| 22. April 1979   | Birmingham  | Vereinigtes Konigreich | Birmingham Hippodrome             |
| 24. April 1979   | Manchester  | Vereinigtes Konigreich | O2 Manchester Apollo              |
| 25. April 1979   | Manchester  | Vereinigtes Konigreich | O2 Manchester Apollo              |
| 26. April 1979   | Manchester  | Vereinigtes Konigreich | O2 Manchester Apollo              |

## Vortragsliste
1. „Your Song“
2. „Sixty Years on“
3. „Daniel“
4. „Take Me to the Pilot“
5. „Rocket Man“
6. „Don’t Let the Sun Go Down on Me“
7. „Goodbye Yellow Brick Road“
8. „Roy Rodgers“
9. „Candle in the Wind“
10. „Ego“
11. „Where to Now St. Peter?“
12. „He'll Have to Go“ (Jim Reeves)
13. „I Heard It Through the Grapevine“ (Norman Whitfield und Barrett Strong)
14. „Funeral for a Friend / Tonight“
15. „Better Off Dead“
16. „I Think I'm Going to Kill Myself“
17. „Idol“
18. „Sorry Seems to Be the Hardest Word“
19. „Bennie and the Jets“
20. „Crazy Water“
21. „Part-Time Love“
22. „Saturday Night's Alright for Fighting“
23. „Song for Guy“
24. „Pinball Wizard“ (The Who)

## Das Duo der Tournee
- Elton John – Gesang, Klavier
- Ray Cooper – Percussion